# Lomatogonium longifolium
Lomatogonium longifolium är en gentianaväxtart som beskrevs av H. Smith. Lomatogonium longifolium ingår i släktet stjärngentianor, och familjen gentianaväxter. Inga underarter finns listade i Catalogue of Life.